# من إن غوك
من إن غوك (بالهانغل: 문인국، وبالهانجا: 文人國. ولد في 29 سبتمبر 1978 في نامبو) لاعب كرة قدم كوري شمالي يلعب حاليا لصالح نادي 25 أبريل الكوري الشمالي .

## وصلات خارجية
- من إن غوك على موقع الاتحاد الدولي (مؤرشف)  (الإنجليزية)
- من إن غوك على موقع قاعدة بيانات كرة القدم.إي يو (الإنجليزية)
- من إن غوك على موقع ناشيونال فوتبول تيمز (الإنجليزية)
- من إن غوك على موقع عالم كرة القدم.نت (الإنجليزية)